# Copa de Gana de Futebol

A 'Ghanaian FA Cup é o principal torneio eliminatório do futebol masculino de Gana.
O Campeão tem o direito de jogar a Copa das Confederações da CAF.

## Campeões
| Ano         | Campeão             | Placar            | Vice               |
| Década 1950 | Década 1950         | Década 1950       | Década 1950        |
| ----------- | ------------------- | ----------------- | ------------------ |
| 1958        | Asante Kotoko       |                   | Hearts of Oak      |
| 1959        | Asante Kotoko       |                   | Great Ashantis     |
| Década 1960 |                     |                   |                    |
| 1960        | Asante Kotoko       |                   | Hearts of Oak      |
| 1961        | Não houve           | Não houve         | Não houve          |
| 1961-62     | Real Republicans    |                   | Hearts of Oak      |
| 1962-63     | Real Republicans    |                   | Cornerstones       |
| 1963-64     | Real Republicans    |                   | Great Ashantis     |
| 1965        | Real Republicans    | Não houve final   | Cornerstones       |
| 1968        | Mysterious Dwarfs   |                   | Mighty Eagles      |
| 1969        | Não houve           | Não houve         | Não houve          |
| Década 1970 |                     |                   |                    |
| 1970-72     | Não houve           | Não houve         | Não houve          |
| 1973        | Hearts of Oak       |                   | Akotex             |
| 1974        | Hearts of Oak       |                   | All Blacks         |
| 1975        | Great Olympics      |                   | Brong-Ahofu United |
| 1976        | Dumas Boys of GTP   | 2-1               | Hearts of Oak      |
| 1977        | Não houve           | Não houve         | Não houve          |
| 1978        | Asante Kotoko       |                   | Gold Stars         |
| 1979        | Hearts of Oak       |                   | Eleven Wise        |
| Década 1980 |                     |                   |                    |
| 1980        | Não houve           | Não houve         | Não houve          |
| 1981        | Hearts of Oak       |                   | Real Tamale United |
| 1982        | Eleven Wise         |                   | Sekondi Hasaacas   |
| 1983        | Great Olympics      |                   | Tano Bafoakwa      |
| 1984        | Asante Kotoko       | 1-0               | Ashanti Gold       |
| 1985        | Sekondi Hasaacas    |                   | Asante Kotoko      |
| 1986        | Okwahu United       |                   | Real Tamale United |
| 1987-88     | Não houve           | Não houve         | Não houve          |
| 1989        | Hearts of Oak       |                   | Cornerstones       |
| Década 1990 |                     |                   |                    |
| 1990        | Asante Kotoko       | 4-2               | Hearts of Oak      |
| 1991        | Não houve           | Não houve         | Não houve          |
| 1992        | Voradep             | 2-2 (3-2 Pênalti) | Neoplan Stars      |
| 1993        | Ashanti Gold        | 4-3               | Mysterious Dwarfs  |
| 1993-94     | Hearts of Oak       | 2-1               | Mysterious Dwarfs  |
| 1995        | Great Olympics      |                   | Hearts of Oak      |
| 1995-96     | Hearts of Oak       | 1-0               | Ghapoha            |
| 1997        | Ghapoha             | 1-0               | Okwawu United      |
| 1998        | Asante Kotoko       | 1-0               | Real Tamale United |
| 1999        | Hearts of Oak       | 3-1               | Great Olympics     |
| Década 2000 |                     |                   |                    |
| 2000        | Hearts of Oak       | 2-0               | Okwawu United      |
| 2001        | Asante Kotoko       | 1-0               | King Faisal Babes  |
| 2002-10     | Não houve           | Não houve         | Não houve          |
| Década 2010 |                     |                   |                    |
| 2011        | Nania               | 1-0               | Asante Kotoko      |
| 2012        | New Edubiase United | 1-0               | Ashanti Gold       |
| 2013        | Medeama             | 1-0               | Asante Kotoko      |
| 2014        | Asante Kotoko       | 2-1 (aet)         | Inter Allies       |
| 2015        | Medeama             | 2-1               | Asante Kotoko      |
| 2016        | Bechem United       | 2-1               | Okwawu United      |
| 2017        | Asante Kotoko       | 3-1               | Hearts of Oak      |
| 2018        | Suspenso            | Suspenso          | Suspenso           |
| 2019        | Ashanti Gold        | 1-0               | Nzema Kotoko       |
| Década 2020 |                     |                   |                    |

## Desempenho por clubes
| Clube               | Cidade       | N° | Anos                                                        |
| ------------------- | ------------ | -- | ----------------------------------------------------------- |
| Asante Kotoko       | Kumasi       | 10 | 1958 ,1959, 1960, 1978, 1984, 1990, 1998, 2001, 2014, 2017. |
| Hearts of Oak       | Accra        | 09 | 1973, 1974, 1979, 1981, 1989, 1994, 1996, 1999, 2000.       |
| Real Republicans    | Accra        | 04 | 1962, 1963, 1964, 1965.                                     |
| Great Olympics      | Accra        | 03 | 1975, 1983, 1995.                                           |
| Medeama             | Tarkwa       | 02 | 2013, 1015.                                                 |
| Ashanti Gold        | Obuasi       | 02 | 1993, 2019.                                                 |
| Okwahu United       | Nkawkaw      | 01 | 1986.                                                       |
| Mysterious Dwarfs   | Cape Coast   | 01 | 1968.                                                       |
| Dumas Boys of GTP   | Tema         | 01 | 1976.                                                       |
| Eleven Wise         | Sekondi      | 01 | 1982.                                                       |
| Sekondi Hasaacas    | Sekondi      | 01 | 1985.                                                       |
| Voradep             | Ho           | 01 | 1992.                                                       |
| Ghapoha             | Tema         | 01 | 1997.                                                       |
| Nania               | Legon        | 01 | 2011.                                                       |
| New Edubiase United | New Edubiase | 01 | 2012.                                                       |
| Bechem United       | Bechem       | 01 | 2016.                                                       |
| Cornerstones        | Kumasi       | 01 | 1965.                                                       |